# Jennie Silfverhjelm
Jennie Silfverhjelm (Lidingö, 15 december 1979) is een Zweeds film-, televisie- en theateractrice.

## Biografie
Jennie Silfverhjelm werd in 1979 geboren in Lidingö, Stockholms län en studeerde aan de  Teaterhögskolan i Stockholm. Silfverhjelm sloot zich in 2007 aan bij het Kungliga Dramatiska Teatern waar ze sinds 2013 deel uitmaakt van het permanent gezelschap. In 2006 debuteerde Silfverhjelm in de Zweedse televisieserie Wallander en sindsdien volgden nog meerdere rollen, vooral op televisie en soms in speelfilms. Voor haar rol als Malin in de speelfilm All Inclusive (2017) werd ze genomineerd voor een Guldbagge voor beste vrouwelijke hoofdrol.

## Filmografie
- 2018: Kommissar Beck (tv-serie)
- 2017: All Inclusive
- 2015: Welcome to Sweden (tv-serie)
- 2014: Gentlemen
- 2014: Taxi (tv-serie)
- 2014: Lasse-Majas detektivbyrå – Skuggor över Valleby
- 2012: Call Girl
- 2012: Äkta människor (tv-serie)
- 2012: Torka aldrig tårar utan handskar (tv-miniserie)
- 2011: Människor helt utan betydelse (kortfilm)
- 2009: Flickan som lekte med elden
- 2008: Höök (tv-serie)
- 2007: Lögnens pris (tv-miniserie)
- 2007: August (tv-film)
- 2006: Mankells Wallander (tv-serie)

## Theater
- 2017: Improvisation på slottet (Kungliga Dramatiska Teatern)
- 2015: Idioten (Kungliga Dramatiska Teatern)
- 2015: Trettondagsafton (Kungliga Dramatiska Teatern)
- 2012: Fanny och Alexander (Kungliga Dramatiska Teatern)
- 2004: Hjälten (Stockholms stadsteater)

## Prijzen en nominaties
De belangrijkste:
| Jaar | Prijs     | Categorie     | Film          | Uitslag     |
| ---- | --------- | ------------- | ------------- | ----------- |
| 2018 | Guldbagge | Beste actrice | All Inclusive | Genomineerd |